# Monochaetum bonplandii
Monochaetum bonplandii là một loài thực vật có hoa trong họ Mua. Loài này được (Humb. & Bonpl.) Naudin mô tả khoa học đầu tiên năm 1845.